# Metarbela quadriguttata
Metarbela quadriguttata is een vlinder uit de familie van de Metarbelidae. De wetenschappelijke naam van deze soort is voor het eerst gepubliceerd in 1925 door Per Olof Christopher Aurivillius.
Deze soort komt voor in Equatoriaal Guinea.